# Bhathan
Bhathan fou un petit estat tributari protegit al districte de Jhalawar, regió de Kathiawar, a la presidència de Bombai, format només per un poble amb dos tributaris separats. Estava situat a 22° 41′ N, 71° 54′ E / 22.683°N,71.900°E.
Els ingressos s'estimaven en 316 lliures. El tribut eren 64 lliues que eren pagades al govern britànic i 6 lliures que eren pagades al nawab de Junagarh.